# パリ同時多発テロ事件
パリ同時多発テロ事件（November 2015 Paris attacks または Paris terrorist attacks とも英表記：パリどうじたはつテロじけん）は、2015年11月13日（日本時間14日）にフランスのパリ市街と郊外（バンリュー）のサン＝ドニ地区の商業施設において、ISIL（イスラム国ないしIS）の戦闘員と見られる複数のジハーディストのグループによる銃撃および爆発が同時多発的に発生し、死者130名、負傷者300名以上を生んだテロ事件である。

## 概要
事件発生時、サン＝ドニにあるスタジアムスタッド・ド・フランスでは、男子サッカーのフランス対ドイツ戦が行われており、フランスのオランド大統領とドイツのシュタインマイアー外務大臣も観戦していた。現地時間（CET）21時（日本時間14日5時）ごろ、同スタジアムの入り口付近や近隣のファストフード店で爆弾とみられる爆発音が3回響き、実行犯とみられる人物が自爆テロにより4人死亡、1人が巻き込まれて死亡した。
その後、21時30分ごろよりパリ10区と11区の料理店やバーなど4か所の飲食店で発砲し、多くの死者が出た。犯人らはイーグルス・オブ・デス・メタルのコンサートが行われていたバタクラン劇場を襲撃し、劇場で観客に向けて銃を乱射したあと、観客を人質として立てこもった。14日未明にフランス国家警察の特殊部隊が突入し、犯行グループ3人のうち1人を射殺、2人が自爆により死亡したが、観客89人が死亡、多数の負傷者が出た。

## 実行犯
検察当局は、実行犯が3チームに分かれて襲撃を行ったことを明らかにした。
検察当局が首謀者と考えているのはISIL内組織「預言者の剣」リーダーのモロッコ系ベルギー人・アブデルハミド・アバウドで、シリアから指示を出しているとされたが、サン＝ドニのアパートに潜伏しているのを発見され、射殺された。バタクラン劇場への襲撃を行ったのは3名で、うち自爆した1人はパリ南郊に住むアルジェリア系フランス人男性とされる。犯罪歴があり、イスラム過激派への関与が疑われて監視対象になっていた。同劇場で死亡した銃撃犯もドランシー出身のアルジェリア系フランス人の男性で国際手配中だった。また死亡した3名はベルギー人であることが判明した。スタッド・ド・フランス付近で自爆した3名の男性のうち、1名はベルギー在住のフランス人、1名はイドリブ出身のシリア人であるとされ、シリア人男性は、もう1名のスタッド・ド・フランス付近での自爆者とともに、難民としてギリシャレロス島経由で入国したものと見られている。レストランを襲撃したのち、カフェで自爆した2名の男性のうち、1名はベルギーでバーを経営するフランス人で、この男性の弟で、バーのマネージャーを務めるフランス人も、攻撃に使用されたフォルクスワーゲン・ポロを借りた容疑で指名手配された。
14日、攻撃に使用されたフォルクスワーゲン・ポロはベルギーとの国境で停止し、乗車していた3名が逮捕された。さらに3名がベルギー国内で逮捕された。
2016年3月18日、事件の準備で中心的な役割を果たしていた疑いがあるモロッコ系フランス人の男がベルギーのブリュッセルで逮捕された。

### 車両
15日にパリの東モントルイユで発見された自動車「セアト」からは、複数のAK-47自動小銃が発見された。バタクラン劇場近くで発見された「フォルクスワーゲン・ポロ」は、ベルギーでレンタルされたものであった。襲撃に使われた車両1台をレンタルした人物も事件に関わったとして、フランス当局から指名手配されている。

## 事件の経過

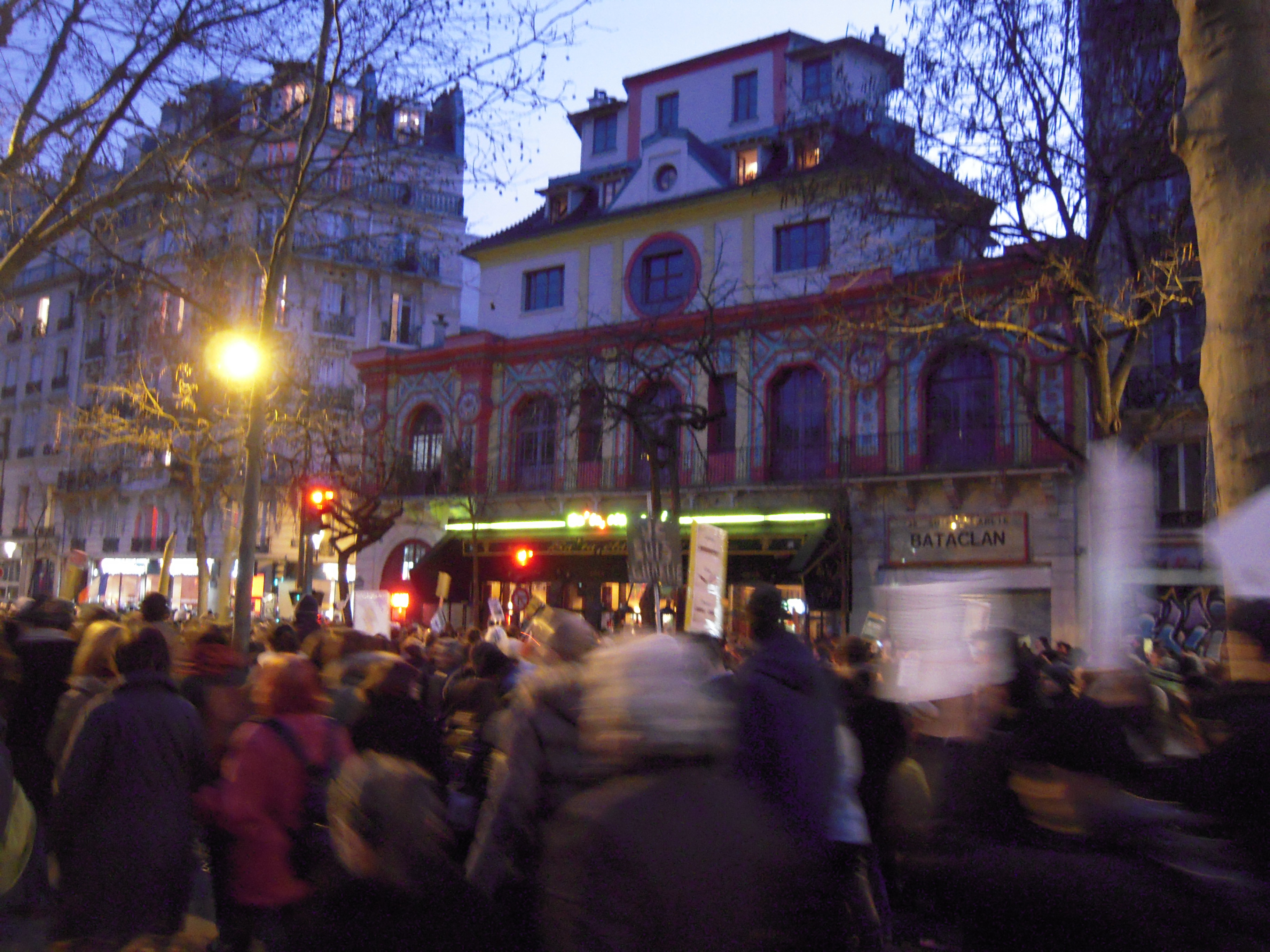
事件2日前のバタクラン劇場（2015年11月11日撮影）

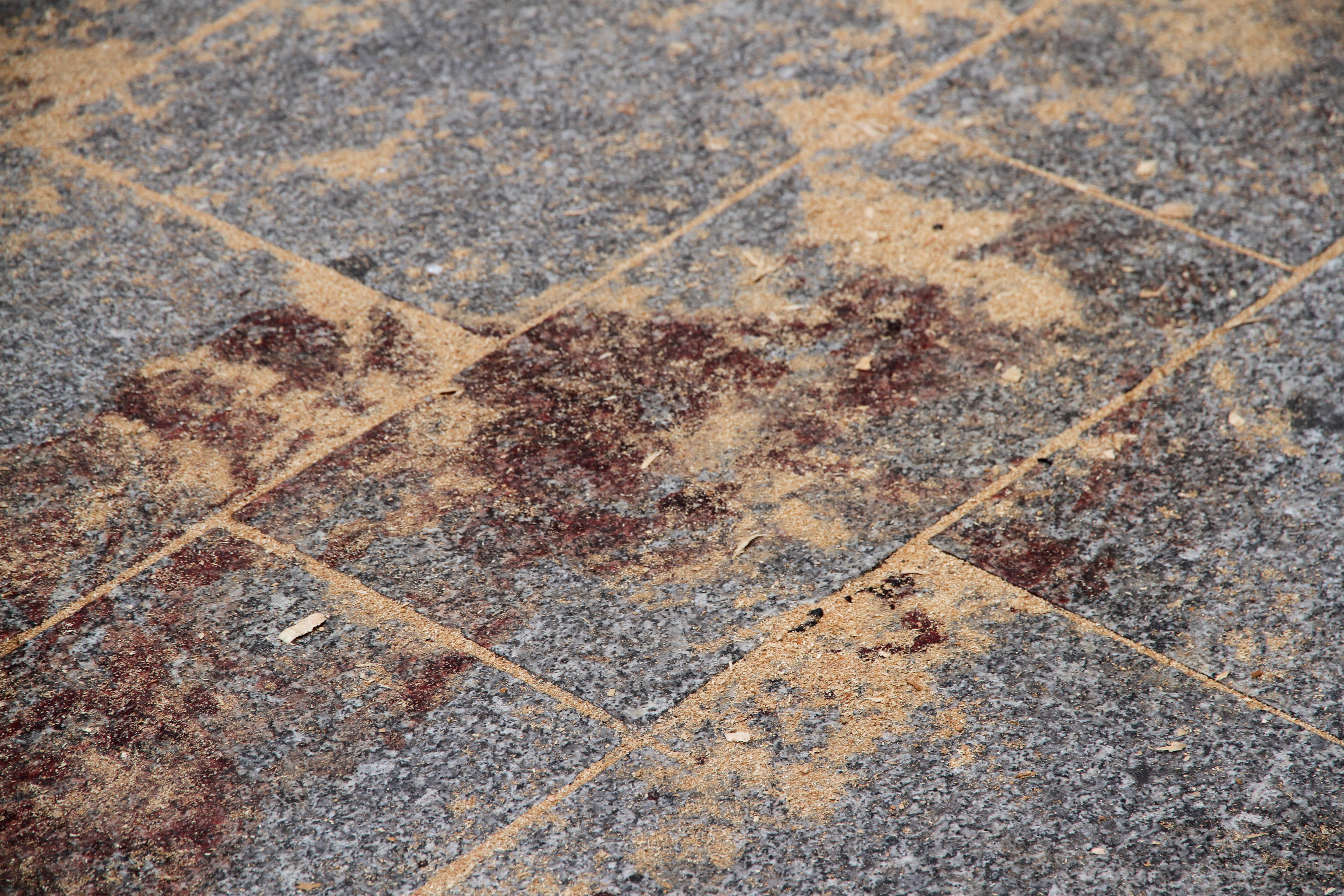
カンボジアレストラン前の血溜まり（2015年11月14日撮影）

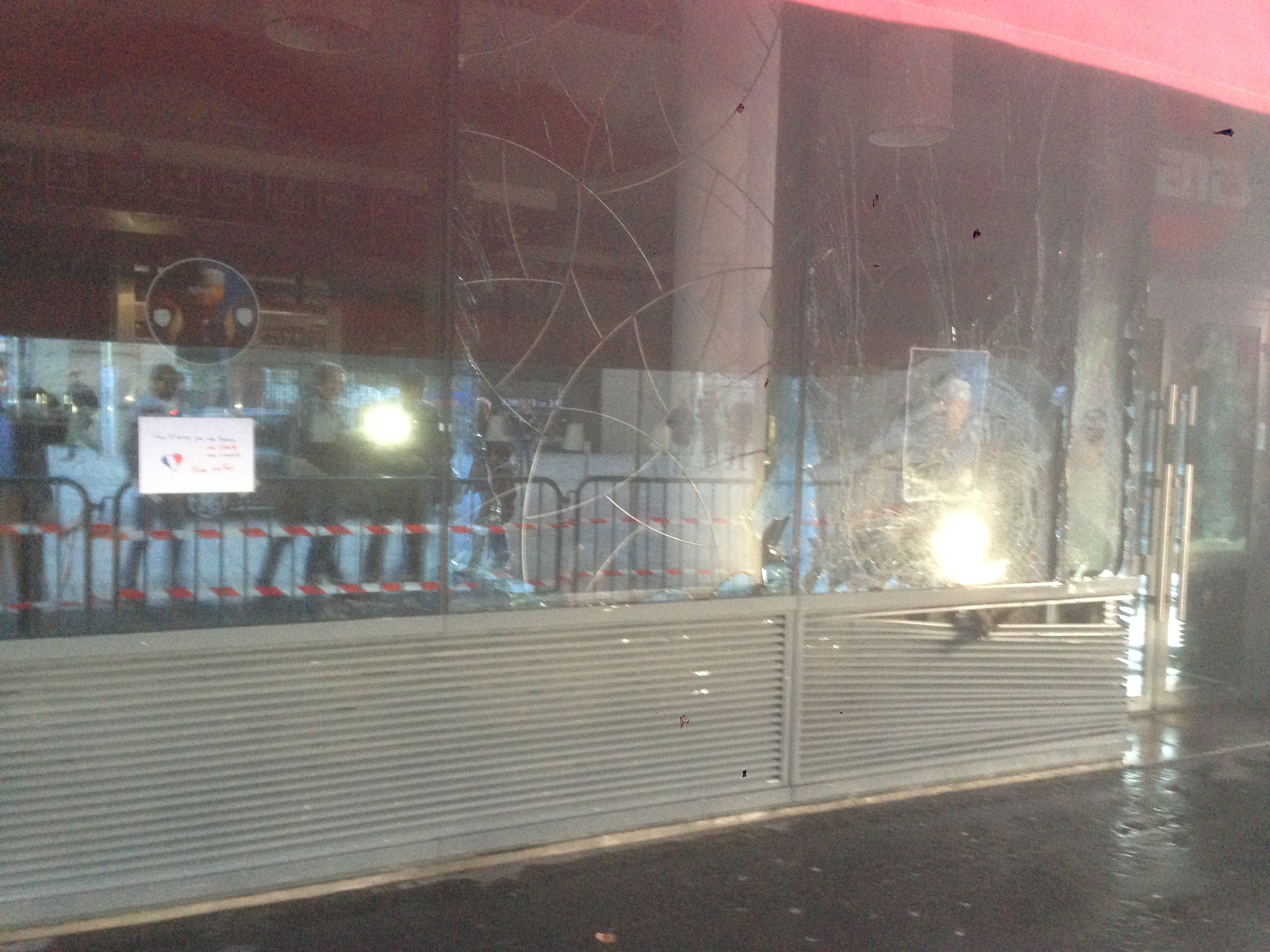
テロ攻撃で損壊したレストラン（2015年11月15日撮影）

時刻は現地時間。（）内は日本時間（分は一致）。
- 2015年11月13日
  - 21時（14日5時）20分 - パリ郊外のスタッド・ド・フランスで爆発。市民1名、自爆テロ犯1名が死亡[31]。
  - 21時（14日5時）25分 - パリ10区にあるカンボジア料理店「ル・プティ・カンボージュ」とバー「ル・カリオン・バー」の付近で、武装グループが発砲。15名が死亡し、10名が重傷。最初にカリオンの外から客に向かって発砲後、歩いてカンボジア料理店へ向かい11人を射殺した（カンボージュは市内で本店を長く経営する移民一家が4年前に開店した支店で、カリオンとともに同地区の人気店）[32]。
  - 21時（14日5時）30分 - スタッド・ド・フランスで2度目の爆発。テロ犯が死亡。
  - 21時（14日5時）32分 - 11区（10区との境目を走るフォーブール＝デュ＝タンプル通りとフォンテーヌ・オー・ロワ通りの交差地点界隈）のピザ店「ラ・カーザ・ノストラ」付近で、武装グループが発砲。5名が死亡、8名が重傷。最初に「カフェ・ボン・ビエール」の外で発砲し、ピザ店との間で5名を射殺した（2店とも近隣の人気店）[32]。
  - 21時（14日5時）36分 - 11区シャロンヌ通りのカフェ「ラ・ベル・エキップ La Belle Équipe[11]」付近で、武装グループが発砲。19名が死亡、9名が重傷。隣の「スシ・マキ」でも被害が出た（同店は香港出身の中華系アメリカ人経営の日本料理店[33]）[32]。
  - 21時（14日5時）40分ごろ - 11区ヴォルテール大通りのレストラン「ル・コントワール・ヴォルテール」付近で自爆テロ。同店テラス席に座り自爆し、自爆テロ犯1名が死亡、客15人が負傷した[32]。
  - 21時（14日5時）40分 - バタクラン劇場へ武装グループが発砲し押し入り、立てこもり。
  - 21時（14日5時）53分 - スタッド・ド・フランス付近で3度目の爆発が起こり、テロ犯1名が死亡した。
  - 22時（14日6時）15分 - パリ警視庁コマンド対策部隊（BRI-BAC）の先遣隊がバタクラン劇場に到着[34]。
- 11月14日
  - 0時（8時）20分 - BRI-BACおよび特別介入部隊（RAID）がバタクラン劇場に突入し、テロ犯3名が死亡。うち2名は自爆。少なくとも89人が死亡し負傷者が多数出る。
- 11月18日
  - 4時（12時）30分ごろ - サン＝ドニで、容疑者の関係先を家宅捜索中に、警察官と数人の男の間で、90分間にわたり銃撃戦が発生。警察官2人が負傷した[35]。

医療関係者の対応
- 通報後 - パリ公立病院支援機構（フランス語版）が厳戒態勢に入る。
- 22時34分 - パリ公立病院支援機構は、緊急事態が起きた場合を想定した病院の行動計画書「Orsan計画（フランス語版）」にある Plan blanc（白の計画）を発令した。20年も前に作られた計画であるが、その効果を存分に発揮した。対応した多くの救急隊員と医療担当者は事前に訓練が行われていたことから、余裕をもって対応がされた（皮肉なことに、当日朝に銃撃多発テロを想定した訓練が消防隊と緊急医療救助サービス （フランス）（フランス語版）に対して行われていた）。予備部隊を2ユニット後方に待機させたことで、事件現場でのリソースの飽和も起きず柔軟にスムーズに対応がなされた。

## 事件の主な影響
テロ事件とそれに伴う捜査、軍事的対応を除く。
- サッカーの親善試合の行われた13日朝、ドイツ代表の宿泊するホテルに匿名で爆破予告の電話が入り、代表はホテルからの退去を余儀なくされた[37]。スタジアム外で爆発が起こったあとも試合は最後まで続けられ、2-0でフランスが勝利。試合後は安全が確認されるまで30分以上サポーターをフィールドに入れるなどして、スタジアム内に留まり続けた[38]。ドイツ代表はフランス戦の試合中に発生した今回の事件により安全面を考慮して宿舎へ戻ることを取りやめ、試合会場のスタッド・ド・フランスで夜を明かしたあと、15日までパリ市内に滞在する予定を切り上げ翌14日に帰国の途に就いた[39]。
- フランス政府当局の指示などもあり、週末となる11月14日および15日にパリ市およびその周辺で開催が予定されていた各種スポーツ大会などが中止される措置がとられた[40]。
- ボルドーで開催されていたフィギュアスケートのエリック・ボンパール杯は、14日に実施される予定であった男女シングル・ペア・アイスダンスの各種目のフリー演技が中止された[41]。また11月29日から開催の世界ジュニア卓球選手権には日本チームは派遣を見送った。
- 11月17日夜、ロサンゼルスからパリに向かっていたエールフランス65便、およびダラスからパリに向かっていたエールフランス55便に爆弾が搭載されているとの情報があり、65便はソルトレイクシティに、55便はハリファックスに緊急着陸した[42]。
- 欧州などでイスラム教の聖典・コーランが燃やされ、イスラム教スンニ派の最高権威機関・アズハルの指導者・ダイブは、イスラム教への偏見拡大を阻止するため、欧州など世界各地に16の代表団を派遣すると表明した[43]。
- 日本の警察では8都道府県警の特殊急襲部隊（SAT）に自動小銃が配備されているが、当事件を受けて大都市を抱える警察本部の銃器対策部隊にも配備されることが決まった[44]。

## 事件後の情勢
11月30日からパリにおいて国連の地球温暖化対策に関する会議（COP21）が開かれることになっており、会議には日本、アメリカなど各国の首脳が出席する予定であることから、治安対策としてフランス政府当局は入国管理を厳重にする方針を明らかにするなど、フランス国内でのテロ活動に対する監視態勢を強化していたという。
この事件により、フランス政府は全国に非常事態宣言を出し、テロリストの侵入を抑制するために国境封鎖を決めたほか、市民に不要不急の外出を控えるように呼びかけた。また、1,500人以上の兵士を動員し警戒にあたらせた。
フランスのオランド大統領は14日、テレビを通じて演説し、「今回のテロは、IS（イスラミック・ステート、イスラム国）の軍事部門が実行した」と述べた。同日、ISは「ISフランス州」の名義で犯行声明を出した。それによると、実行犯8人がISから送り込まれていた。
フランスの地元メディアは、「戦後最悪のテロ」や「パリ中心部の戦争」と報じている。

### フランス政府による国家緊急体制の構築
オランド大統領は13日夜には事件現場の一つであるバタクラン劇場を視察し、「前例のないテロだ」と犯行を非難した。そして緊急閣議を開催、翌朝の国家安全保障会議に臨み、その後に非常事態宣言を布告した。同日、国民議会は緊急の会合を開いた。議会でマニュエル・ヴァルス首相は「フランスはテロリストとイスラム過激派との戦争に突入した」と演説した。一方でヴァルス首相は「フランスはイスラームとムスリムとは戦争をしない」とも発言した。議会では冒頭に黙祷が捧げられたが、その後、誰ともなしにフランス国歌『ラ・マルセイエーズ』が歌われだし大合唱となった。議会で国歌が歌われたのは第一次世界大戦終結以来である。オランド大統領は14日には同日から3日間を国民服喪の日とすることを発表した。またオランド大統領はトルコのアンタルヤで開催予定のG20の出席を取りやめた。17日にはヴェルサイユ宮殿で元老院と国民議会の両院合同会議を開催した。オランド大統領は演説で、「フランスは戦争をしている」と述べ、テロと戦うことを宣言、すでに行われている軍事行動について説明したうえで非常事態宣言の期間延長のための法改正を訴えた。またテロ対策として憲法の改正も視野に入れていることを発表した。

### 軍事的対応
フランス軍はロシア軍やアメリカ軍と連携し、シリアのラッカにあるISの司令室、訓練所、弾薬庫などを空爆し、ISのメンバー数人が死亡した。

### 捜索中の銃撃戦

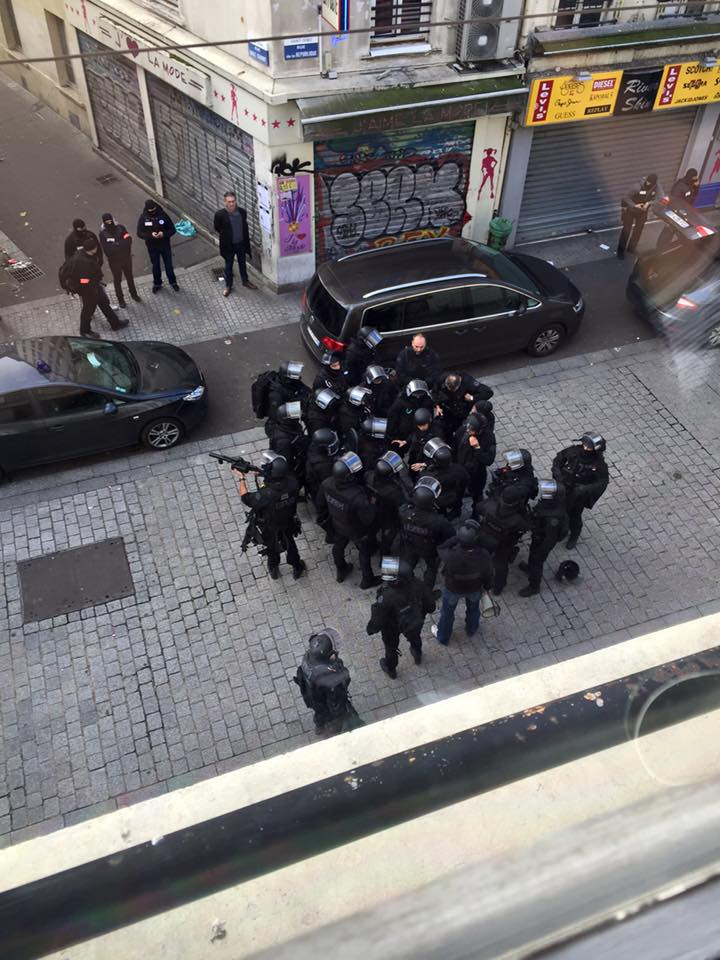
突入作戦で集合する警官隊（2015年11月18日、サン＝ドニ）

2015年11月18日4時半（日本時間12時半）、警察がサン＝ドニにある事件の主犯格（指示役）とみなされているアブデルハミド・アバウドのアパートを捜索していた際、数人の男女が立てこもって警察官に発砲して銃撃戦となり、1名が自爆、アバウドは警察官に射殺され、アバウドの従妹も死亡、計3人の被疑者が死亡し、警察官5人が負傷した。警察は作戦開始から約6時間後に制圧完了し、8人の被疑者を拘束した。

## 犠牲者
| 国籍           | 死亡 | 負傷 |
| -------------- | ---- | ---- |
| フランス       | 105  | N/A  |
| チリ           | 3    | 0    |
| ベルギー       | 2    | 0    |
| アルジェリア   | 2    | 0    |
| ポルトガル     | 2    | 0    |
| ドイツ         | 2    | 0    |
| ルーマニア     | 2    | 0    |
| チュニジア     | 2    | 0    |
| スペイン       | 2    | 0    |
| エジプト       | 1    | 0    |
| スウェーデン   | 1    | 1    |
| イギリス       | 1    | 0    |
| アメリカ合衆国 | 1    | 0    |
| イタリア       | 1    | 0    |
| メキシコ       | 1    | 0    |
| モロッコ       | 1    | 0    |
| ベネズエラ     | 1    | 0    |
| オーストラリア | 0    | 1    |
| アイルランド   | 0    | 1    |
| 中国           | 0    | 1    |
| 未特定         | 0    | 348  |
| 合計           | 130  | 352  |

この事件の死亡者数は少なくとも130人、負傷者数は352人になっている。フランスのヴァルス首相は日本時間11月15日、犠牲者のうち「103人の身元を特定できた」と発表した。

## 各国および国際機関などの対応

### 各国首脳
- 日本： 安倍晋三首相はオランド大統領に哀悼と連帯の意を伝えるとともに、パリの日本大使館に鈴木庸一大使を本部長とする現地対策本部を設置した[67][68]。
- アメリカ合衆国： バラク・オバマ大統領は、オランド大統領に電話で弔意を伝えるとともに、国際的な連携を確認した。また、国内のテロ対策を強化した[69]。
- 中国： 李克強首相はパリで一連のテロ攻撃事件が発生したことについて、フランスのヴァルス首相に見舞いの電報を打ち、死傷者と遺族に心からの哀悼の意と見舞いの気持ちを表し、またテロ行為に強い憤りを表し強く非難した[70]。
- オーストラリア： マルコム・ターンブル首相は、全人類への攻撃であると声明を発表した[69]。
- ロシア： ウラジーミル・プーチン大統領はフランスに対し、全面的なテロ捜査への協力を表明、ISILに対する空爆を強化した。

### 国際機関

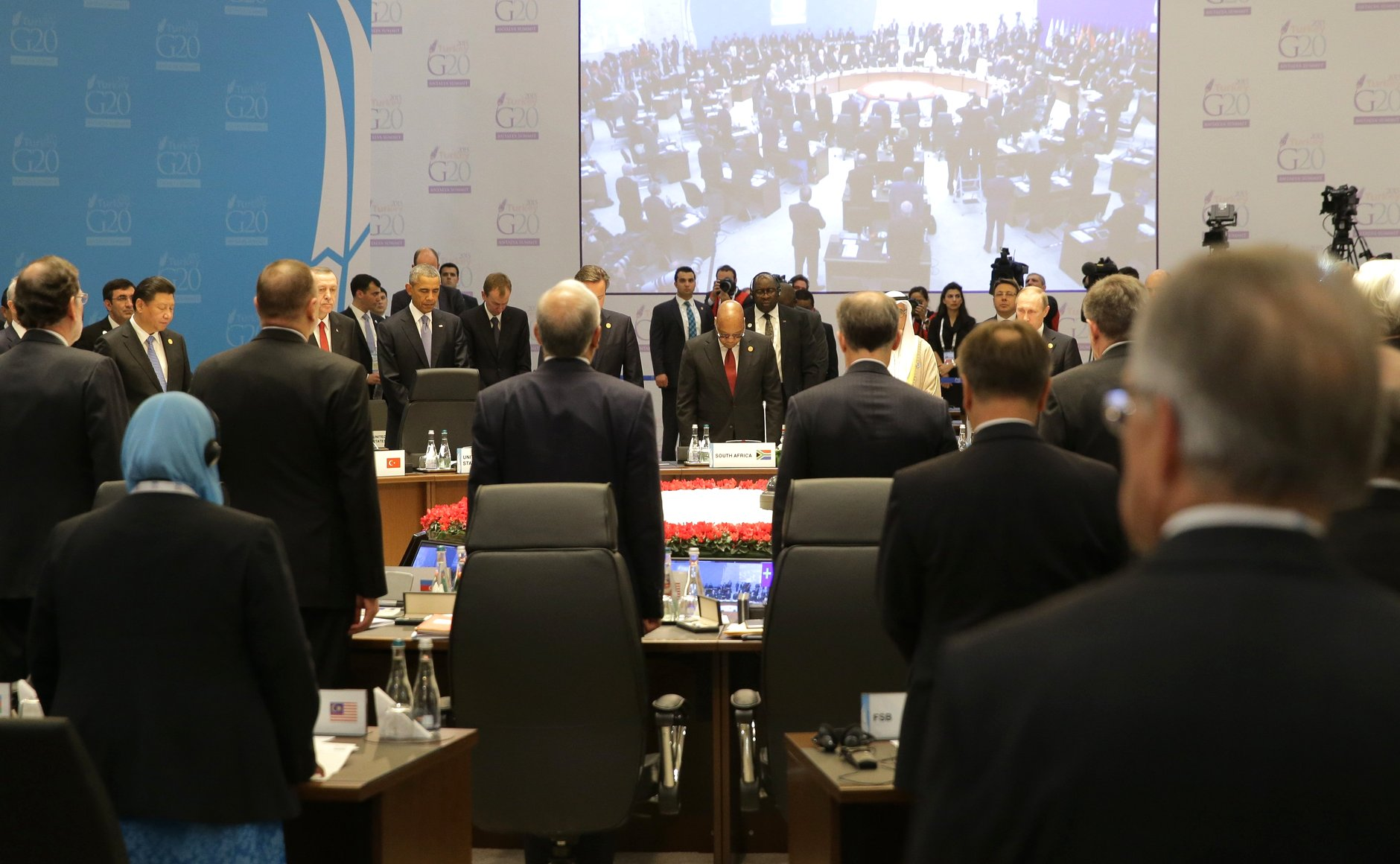
トルコのアンタルヤで開催されたG20の首脳会合。冒頭ではテロの犠牲者への黙祷が捧げられた。

- 国際連合： 潘基文事務総長は、「卑劣なテロ攻撃である」と犯行を非難する声明を発した[71]。
- 欧州連合： 「我々は必要とされるすべての手段と断固とした決意をもって、協力してこの脅威に立ち向かう」と表明した[72]。11月17日、EU国防相理事会は全会一致で欧州連合基本条約の相互防衛条項を初めて発動した[73]。
- NATO： ストルテンベルグ事務総長は「結束してテロと戦う。テロでは民主主義は倒せない」と述べた[74]。
- G20  G20首脳会合： 同年11月15日、16日にトルコのアンタルヤで首脳会合が予定通り開催された。フランスのオランド大統領は国内事態収拾のため欠席した[75]。会議において、「テロとの戦いに関するG20声明」が採択された[76]。

## その他
ここでは、その他の民間団体任意団体などの反応を記述する。
- Twitterでは、#prayforparisのハッシュタグが登場した[77]。
- Facebookでは、プロフィール写真にフランス国旗の青白赤のトリコロールを重ねることで「パリ市民の平和と安全を願うプロフィール写真を設定しよう」という機能が導入されたが、これに対しては「フランスだけ特別扱いなのはなぜか」という批判が起きた[78]。
- Googleは、トップページに喪章を表わす黒いリボンを添えた[79]。
- YouTubeは、ロゴをトリコロールにした[79]。
- Amazonは、各国語版のトップページをフランス国旗と「Solidarité（団結）」のメッセージを掲げたデザインに変更した[80]。
- Appleは、トップページにブラックリボンを掲載。のちトリコロールに塗った自社のロゴに変更している[81]。

### 日本の報道対応
事件発生時刻は、日本時間においては11月14日午前5時頃であった。

#### テレビ
- 各局共に特別編成を組むことはなかったが、朝のニュースの第一報として伝えられたほか、NHKでは総合テレビで各番組の合間にその時点の最新情報を伝え、NHK BS1のワールドニュースでは通常放送されていないFrance 24で放送中の速報の一部を取り上げた。なお、総合テレビでは日本時間午前6時前の時点では日本時間午前5時51分に発生した薩摩半島西方沖地震により気象庁から発表された津波注意報について伝えていた。[82]

- 民放も『ウェークアップ!ぷらす』（読売テレビ）の当日放送内容の一部を変更し、本事件の速報を断続的に伝えた。

#### 新聞
- 全国紙では号外を発行した新聞社もあり、このうち読売新聞は14日午前中に街中にて配布した[83]。

#### インターネット
- ニコニコ生放送ではロイター通信やAFP通信が配信する映像を生中継した[84][85]。

### ライトアップ
テロ事件以降、世界各地で哀悼の意を込め夜間にフランス国旗色にライトアップされた。

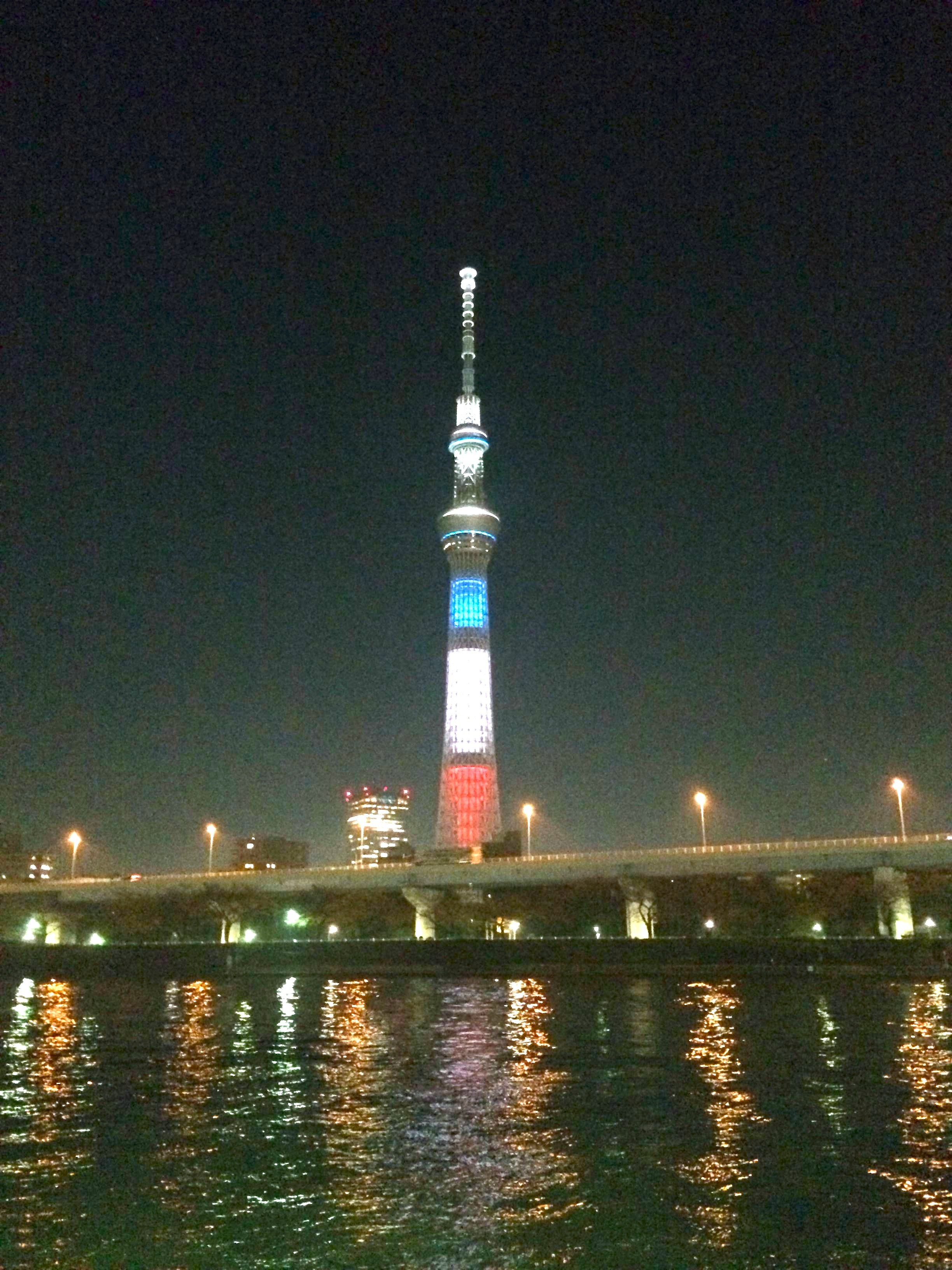
日本・東京スカイツリー
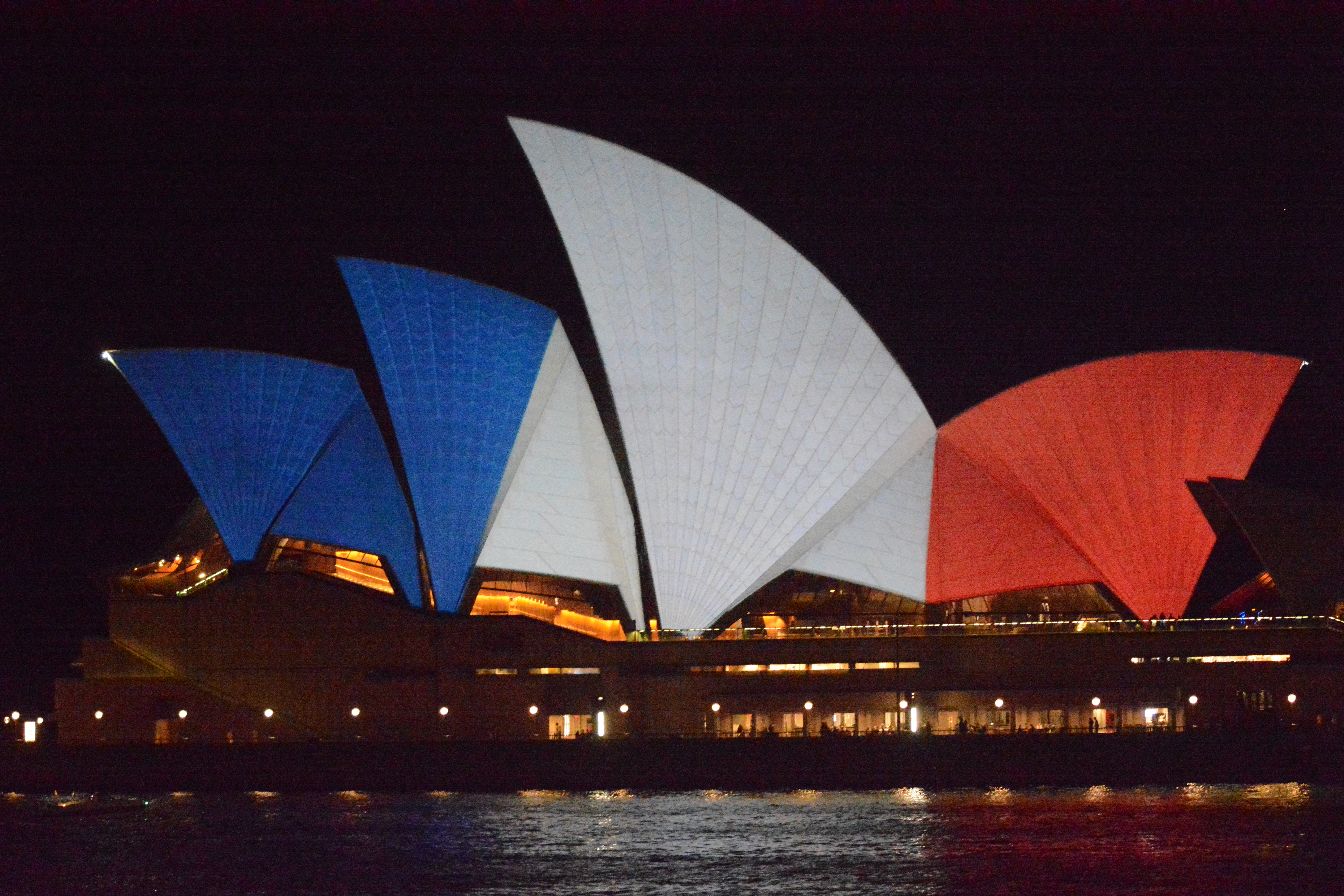
オーストラリア・シドニー・オペラハウス
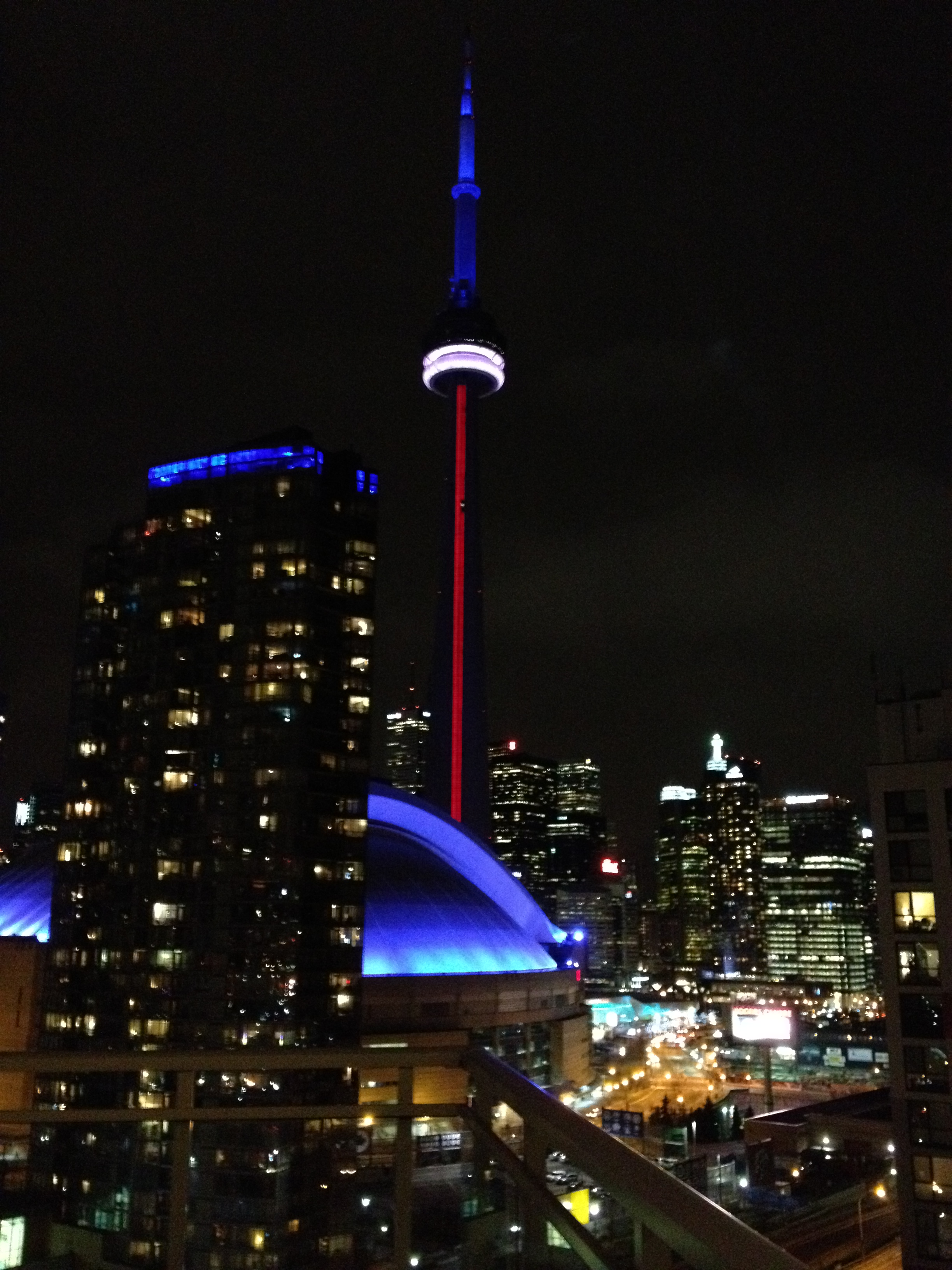
カナダ・トロント・CNタワー
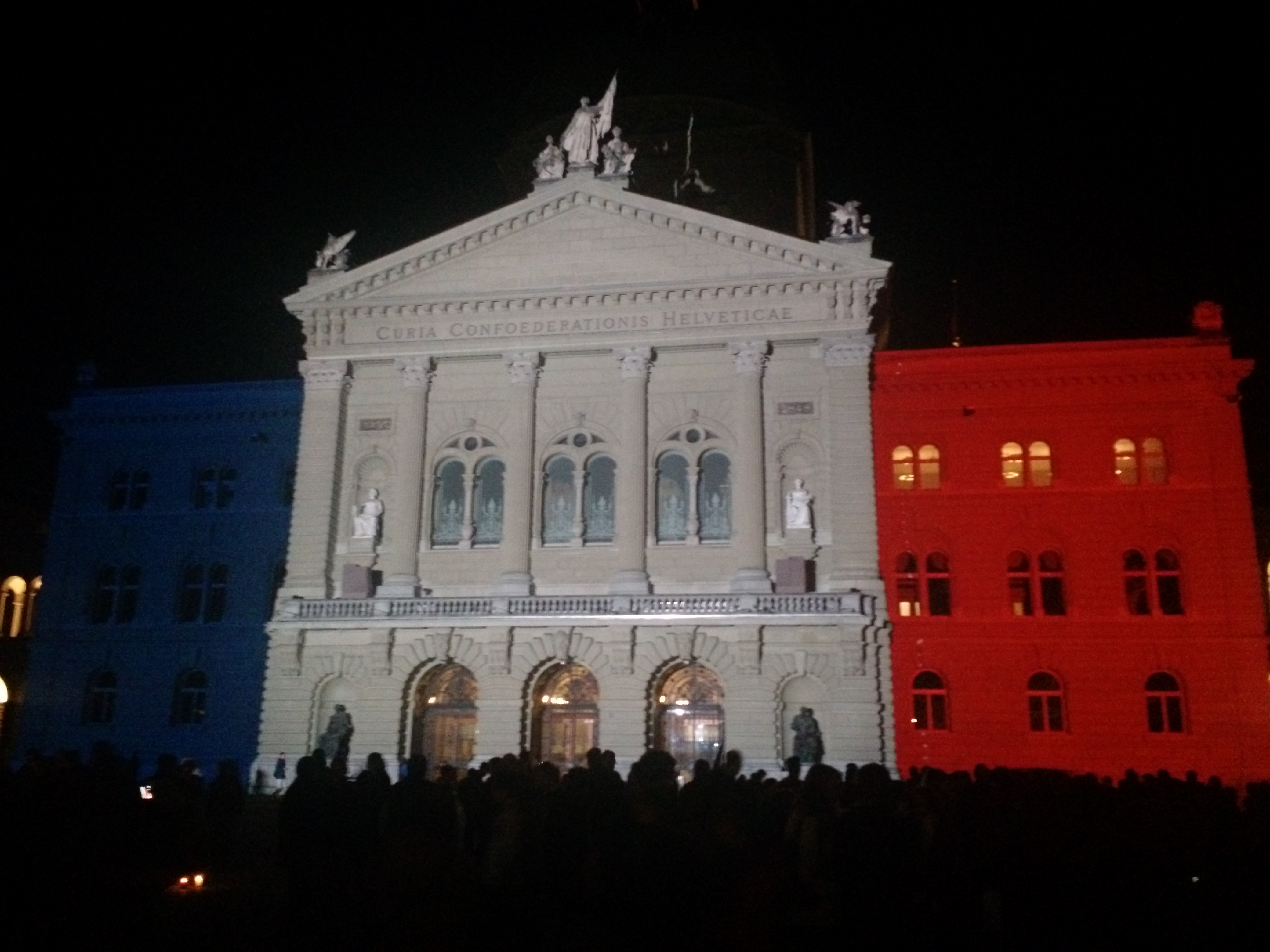
スイス・ベルン・連邦院
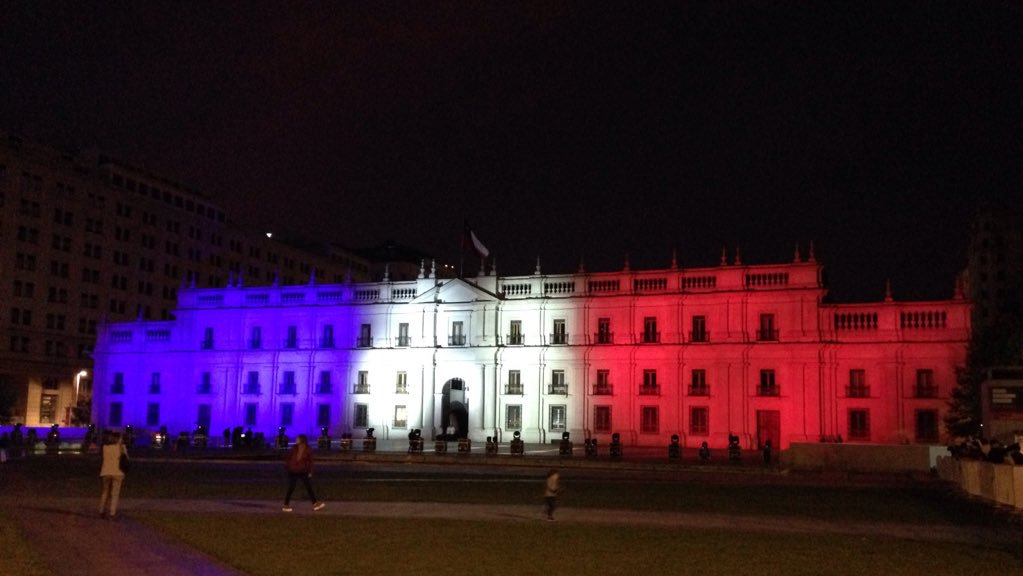
チリ・サンティアゴ・モネダ宮殿
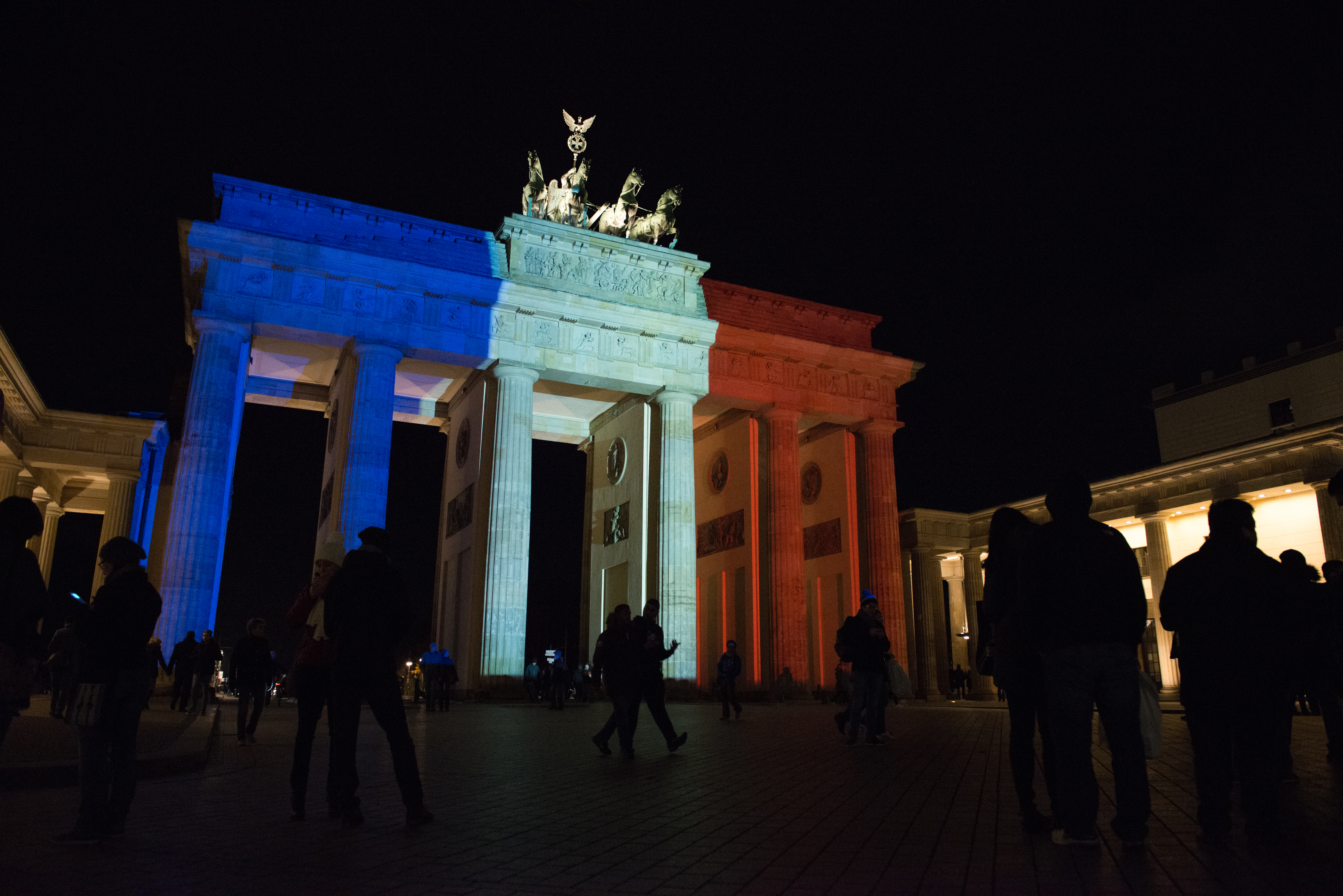
ドイツ・ベルリン・ブランデンブルク門
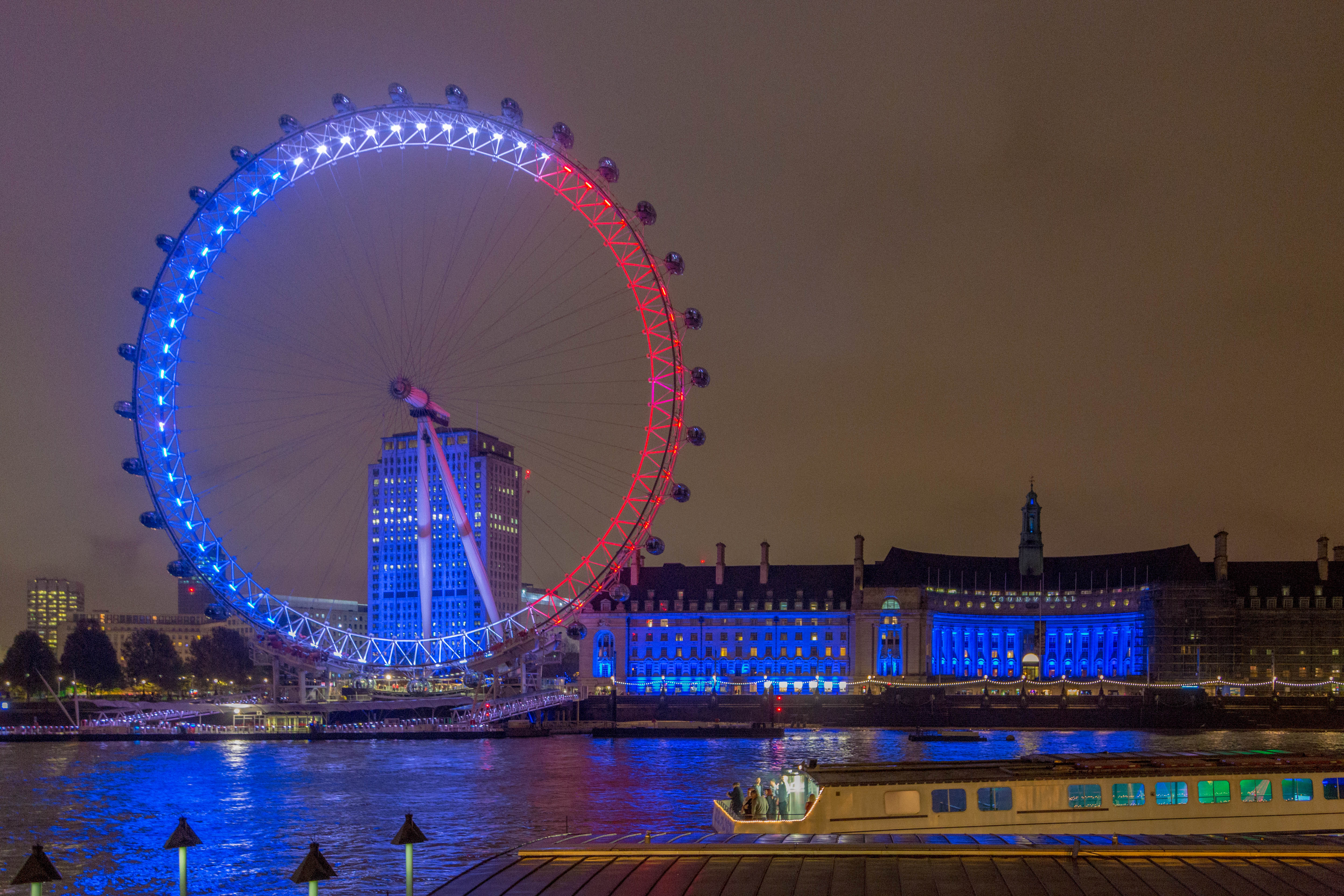
イギリス・ロンドン・アイ
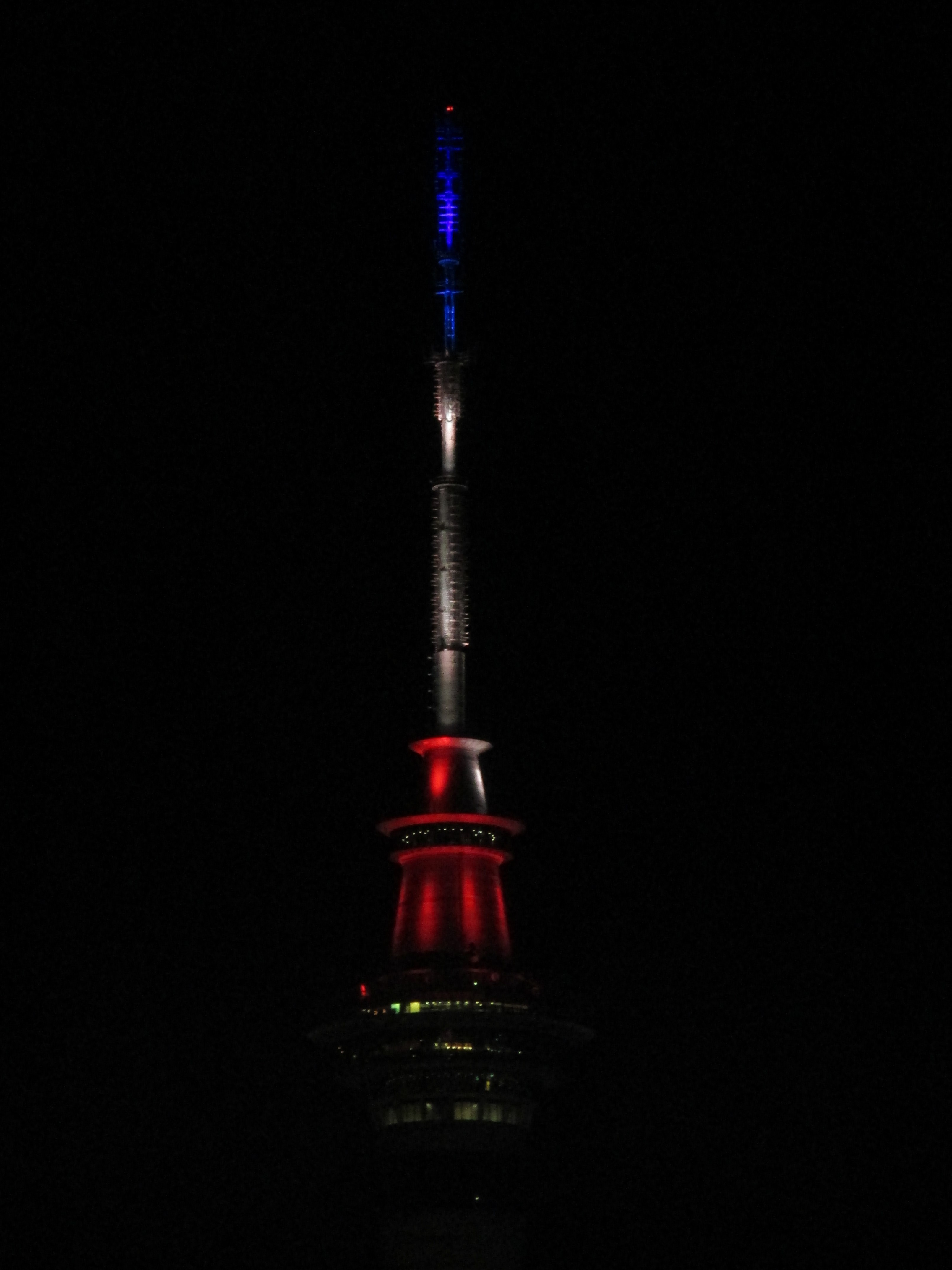
ニュージーランド・オークランド・スカイタワー
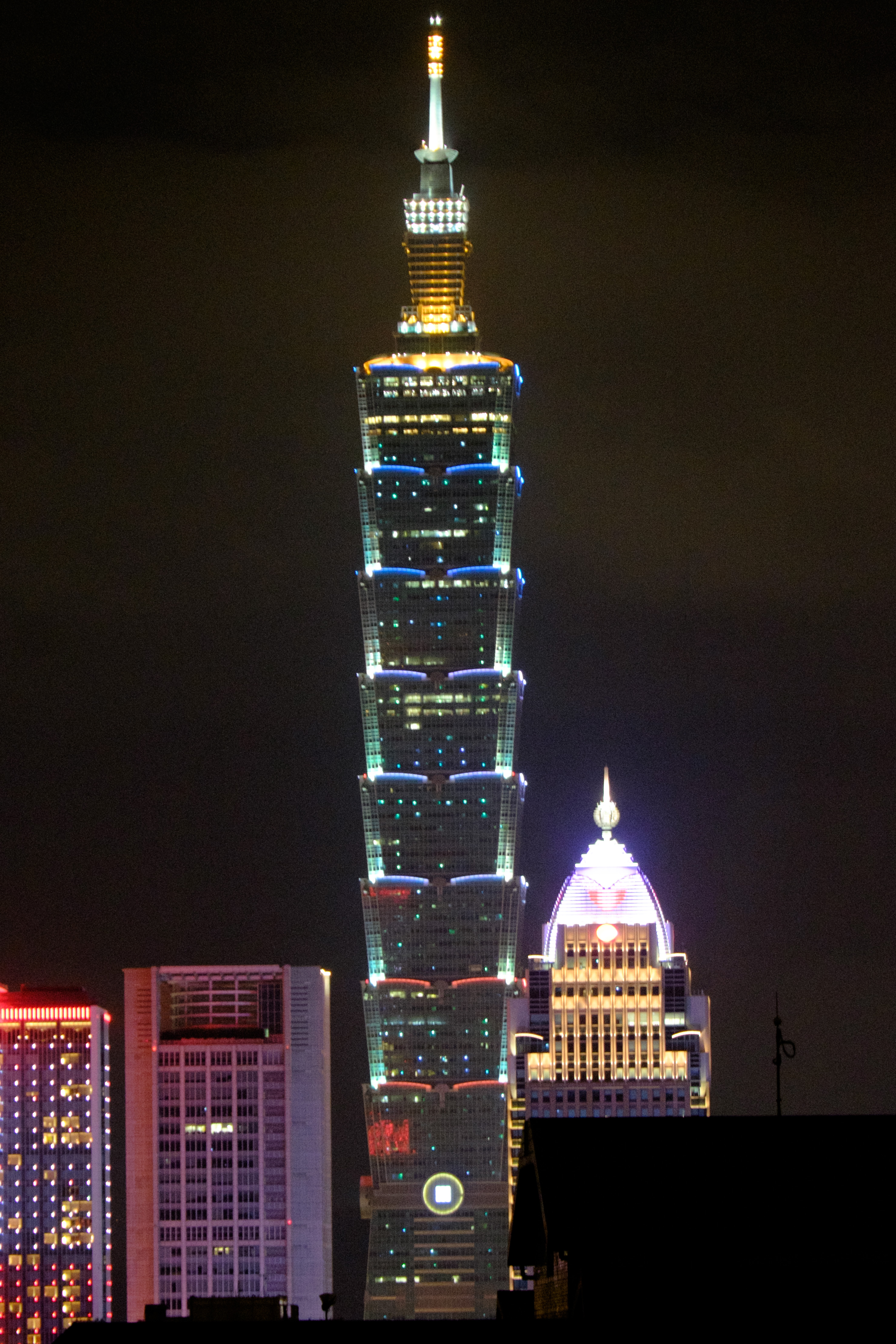
台湾・台北101